# You’re On Your Own, Kid
«You’re on Your Own, Kid» (с англ. — «Ты сама по себе, малышка») — песня американской певицы Тейлор Свифт, вышедшая 21 октября 2022 года вместе с её десятым студийным альбомом Midnights. Она была написана и спродюсирована Свифт совместно с Джеком Антоноффом. Рассказывающая о неразделённой любви композиция получила тёплый приём от критиков и стала одной из самых успешных на альбоме.
Песня вошла в топ-10 официальных чартов США, Австралии, Канады, Филиппин и Сингапура, а также заняла 7 место в мировом чарте Billboard. При выходе она установила один из лучших результатов по прослушиваниям за сутки в истории Spotify.

## Предыстория и выход песни

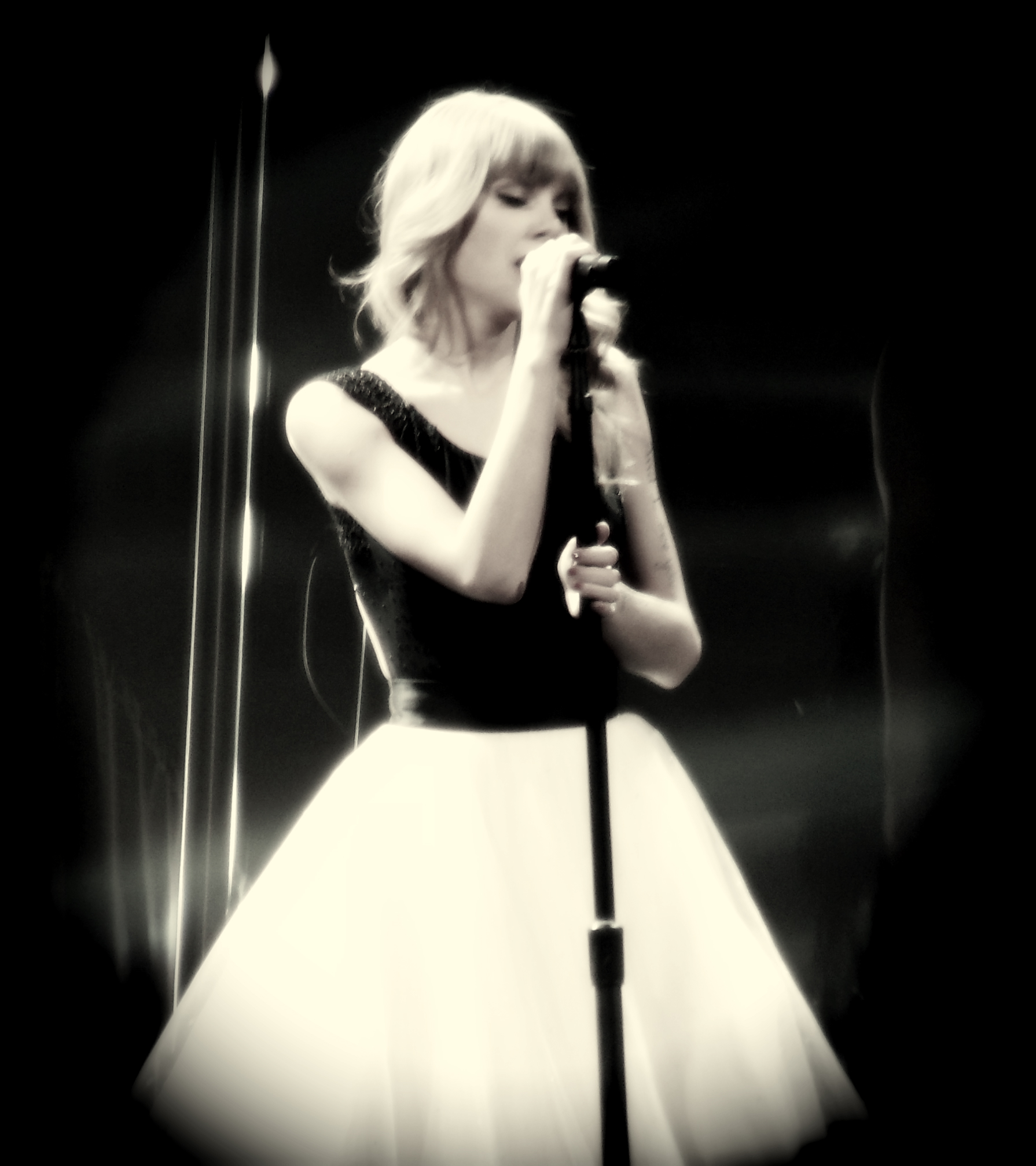
В документальном фильме «Мисс Американа» Тейлор Свифт призналась, что она долгое время страдала расстройством пищевого поведения.

Первой общей работой Тейлор Свифт и Джека Антонофф стала песня «Sweeter Than Fiction», вышедшая в 2013 году. Выпущенная синти-поп-композиция стала предвестником одного из самых успешных альбомов певицы 1989 и послужила началом их долгой совместной работы, с того момента Антонофф принимал участие в работе над всеми альбомами исполнительницы.
Во время вручения Свифт награды за её короткометражный фильм «All Too Well: The Short Film» на церемонии MTV Video Music Awards в 2022 году она анонсировала свой десятый студийный альбом Midnights. Тейлор описала альбом как «истории бессонных ночей из разных моментов её жизни». В отличие от её предыдущих работ Folklore и Evermore, самой Тейлор и изданиями альбом был отмечен как автобиографический.
Песня вышла вместе с альбомом 21 ноября 2022 года, сразу же став одной из самых успешных на альбоме. Она дебютировала на 5 месте в мировом чарте Spotify с 12,8 миллионами прослушиваний, что стало одним из лучших результатов в истории платформы.

## Мелодия и текст

В тексте песни используется образ, отсылающий к фильму «Кэрри» 1976 года.

Композиция «You’re On Your Own, Kid» — это синти-поп-баллада от первого лица с обращением к самой себе из прошлого. Песня начинается с приглушённого инструментала и переходит к крещендо. Она рассказывает о неразделённой любви молодой девушки, которая безуспешно пытается обратить на себя внимание возлюбленного. По своей сути композиция является куда более мрачным отражением хита певицы «You Belong With Me» 2008 года, в том числе упоминающая тему отказа от пищи как одного из следствий расстройства пищевого поведения, которым страдала Свифт: «Я устраивала вечеринки и морила себя голодом, будто бы меня спас идеальный поцелуй». Так, для песни Свифт меняет свой вокальный диапазон, который соответствует тому, что был у неё во время записи её второго студийного альбома Fearless. Мрачная эмоциональная часть текста песни «скрывается» за яркой и весёлой поп-мелодией, что находит и отражение в тексте: «Я делаю вид, что всё нормально с лучшими из них, я терпеливо жду, он меня заметит. Всё хорошо, мы же лучшие друзья, вроде бы». Одной из главных тем песни является ощущение одиночества: «Ты сама по себе, малышка. Ты ведь всегда была». В конце песни Свифт оставляет жизнеутверждающее напутствие.

## Рецензии
Песня получила тёплый приём от критиков. Куинн Морленд из Pitchfork назвала песню блестящей. Кейт Соломон в своей рецензии для британской газеты I назвала песню самой грустной и эмоциональной на альбоме. Джон Мёрфи из MusicOMH назвал композицию одним из лучших моментов на альбоме. Роб Шеффилд из Rolling Stone отметил эмоциональную составляющую песни. В рецензии Sputnikmusic альбом Midnights получил много критики, однако «You’re On Your Own, Kid» была отмечена одним из его положительных моментов.

## Чарты
| Чарт (2022—2023)                    | Высшая позиция |
| ----------------------------------- | -------------- |
| Австралия (ARIA)                    | 6              |
| Аргентина (Billboard)               | 98             |
| Канада (Billboard Canadian Hot 100) | 6              |
| Хорватия (Billboard)                | 18             |
| Чехия (Singles Digitál Top 100)     | 26             |
| Дания (Tracklisten)                 | 40             |
| Франция (SNEP)                      | 107            |
| Мир (Billboard Global 200)          | 7              |
| Венгрия (Stream Top 40)             | 36             |
| Исландия (Plötutíðindi)             | 13             |
| Индия (IMI)                         | 19             |
| Италия (FIMI)                       | 82             |
| Литва (AGATA)                       | 24             |
| Люксембург (Billboard)              | 22             |
| Малайзия (Billboard)                | 11             |
| Новая Зеландия (Recorded Music NZ)  | 20             |
| Норвегия (VG-lista)                 | 34             |
| Филиппины (Billboard)               | 6              |
| Сингапур (RIAS)                     | 6              |
| Словакия (Rádio — Top 100)          | 32             |
| ЮАР (RISA)                          | 19             |
| Испания (PROMUSICAE)                | 39             |
| Швеция (Sverigetopplistan)          | 27             |
| Великобритания (OCC UK Singles)     | 65             |
| США (Billboard Hot 100)             | 8              |
| Вьетнам (Billboard)                 | 13             |

## Сертификации
| Регион                                                                      | Сертификация  | Продажи |
| --------------------------------------------------------------------------- | ------------- | ------- |
| Австралия (ARIA)                                                            | 2× Платиновый | 140 000 |
| Бразилия (ABPD)                                                             | Платиновый    | 40 000  |
| Канада (Music Canada)                                                       | Платиновый    | 80 000  |
| Испания (PROMUSICAE)                                                        | Золотой       | 30 000  |
| Великобритания (BPI)                                                        | Золотой       | 400 000 |
| Данные о продажах + прослушиваниях приведены только на основе сертификации. |               |         |